# Hjemkomst (film)
Hjemkomst er en dansk kortfilm fra 2010 instrueret af Mathieu J.H. Hansen.

## Handling
Denne artikel mangler et handlingsreferat. Hjælp os med at skrive det.

## Medvirkende
- Magnus Vejleskov
- Andrea Lyngby Holm
- Maximillian Mortensen